# Braine-le-Comte
Braine-le-Comte (en való Brinne-e-Hinnot, neerlandès  's-Gravenbrakel) és un municipi belga de la província d'Hainaut a la regió valona. Està compost per les seccions de Hennuyères, Henripont, Petit-Rœulx-lez-Braine, Ronquières i Steenkerque.

## Agermanaments
- Braine (Aisne)
- Codroipo
- Vadu Izei